# The Keys to the Kingdom
As Chaves do Reino (no original: The Keys to the Kingdom) é uma série de livros de fantasia/aventura criada pelo escritor australiano Garth Nix. A série começou em 2003 e engloba sete livros. O primeiro título da série, "Senhor Segunda-Feira", está na lista dos mais vendidos no Reino Unido, Estados Unidos e Oceania.
A série mostra todos os sete pecados capitais: a Preguiça (Senhor Segunda-Feira), a Ganância (O Horrível Terça-Feira), a Gula (Quarta-Feira Submersa), a Ira (O Furioso Quinta-Feira), a Luxúria (Madame Sexta-Feira), a Inveja (Sábado Superior) e o Orgulho (Lorde Domingo). Na série também são mostradas as sete virtudes, por meio das sete partes do testamento: o sapo (Diligência/Objetividade), o urso (Paciência/Prudência), a carpa (Fé), a cobra (Justiça), a besta (Auto-controle), o corvo (Caridade) e a árvore de maçã (Esperança).
As chaves do reino são: Os ponteiros de um relógio, uma luva, um tridente, uma espada de guerra, um espelho de prata, a pena de um pavão e uma pequena chave de ouro; elas pertencem respectivamente aos curadores de cada região da casa.